# Géorgie aux Jeux olympiques d'hiver de 2002
La Géorgie participe aux Jeux olympiques d'hiver de 2002 à Salt Lake City.

## Athlètes engagés
La Géorgie a envoyé une délégation de quatre sportifs engagés dans trois sports : le ski alpin, le patinage artistique et le saut à ski.